# Ico Voljevica
Ismet Voljevica, kraće Ico Voljevica (Mostar, 18. srpnja 1922. – Zagreb, 30. listopada 2008.), slikar i karikaturist.
Gimnazijsko obrazovanje je stekao u Sarajevu, a 1946. se zaputio u Zagreb, na studij arhitekture. Uz studij počeo je crtati Grgu za tjednik Kerempuh, gdje ga je objavljivao od 16. ožujka 1950. do 10. srpnja 1955.. Od 10. srpnja 1955. do 31. prosinca 1961. Grga svakodnevno izlazi kao dio Narodnog lista, od 1962. do 2000. godine je objavljivan na zadnjoj stranici Večernjeg lista, u kojem je objavljeno 12 830 Grginih komentara.
Dobitnik je Grand prixa na Svjetskom festivalu karikature u Montrealu (1974.), triju nagrada Hrvatskog novinarskog društva (1950., 1965. i 1967.), Ordena zasluga za narod sa srebrnom zvijezdom (1977.), Nagrade grada Zagreba (1978.), Nagrade Otokar Keršovani za životno djelo (1980.), kao i Zlatne plakete Vjesnika (1984.). Godine 2004. primio je Priznanje Mladen Bašić Bibi za doprinos i razvitak karikaturalnog stvaralaštva od Hrvatskog društva karikaturista.
Preminuo je u Zagrebu u 87. godini života, nakon duge i teške bolesti.